# نووو میلوشوو
نووو میلوشوو (به صربی: Novo Miloševo) یک منطقهٔ مسکونی در صربستان است که در ناحیه بانات مرکزی واقع شده‌است. نووو میلوشوو ۶٬۷۶۳ نفر جمعیت دارد و ۷۷ متر بالاتر از سطح دریا واقع شده‌است.